# الجمعية اليابانية للمهندسين المدنيين
الجمعية اليابانية للمهندسين المدنيين (JSCE) (باليابانية: 土木学会 doboku gakkai) هي منظمة مهنية علمية غير ربحية تُعنى بمجال الهندسة المدنية في اليابان. تأسست عام 1914 وتقع مقارها في كل من يوتسويا، شينجوكو، طوكيو. في الوقت الراهن لدى الجمعية 35,553 عضو.
‌